# 沈默隱棘杜父魚
沈默隱棘杜父魚為輻鰭魚綱鮋形目杜父魚亞目隱棘杜父魚科的其中一種，為深海魚類，分布於東北太平洋白令海至美國華盛頓州海域，棲息深度0-225公尺，本魚體色多變，背部粉紅色、灰色或褐色，胸鰭灰白或鮮橘色，在身體與鰭有模糊的深色斑紋，眼部橘色，背鰭硬棘22枚、背鰭軟條15枚、臀鰭軟條14-15枚，體長可達70公分，棲息在岩石底質、海綿生長的底層水域，生活習性不明，可做為遊釣魚。

## 扩展阅读
維基物種上的相關：沈默隱棘杜父魚